# Обервиль-Лили
Обервиль-Лили (нем. Oberwil-Lieli) — коммуна в Швейцарии, в кантоне Аргау.
Входит в состав округа Бремгартен.  Население составляет 2069 человек (на 31 декабря 2007 года). Официальный код  —  4074.